# Sphecodes eritrinus
Sphecodes eritrinus är en biart som beskrevs av Heinrich Friese 1915. Sphecodes eritrinus ingår i släktet blodbin, och familjen vägbin. Inga underarter finns listade i Catalogue of Life.